# Jeg rev et blad ud af min dagbog
«Jeg rev et blad ud af min dagbog» (с дат. — Я вырвала лист из своего дневника) — песня датской певицы Ракель Растенни, написанная Свеном Ульриком и Гарри Йенсеном. Была выпущена в 1958 году лейблом His Master’s Voice. С этой песней она получила право представить Данию на третьем конкурсе песни «Евровидение-1958» после победы на национальном отборе.

## Текст песни
Авторы текста песни — Свен Ульрик и Гарри Йенсен.
Ракель Растенни поёт от имени женщины, извиняющейся перед другом (или любовником) за свои действия, и предлагает ему поступить так же. Она поёт, что сожалеет о написанных словах, поэтому «вырвала лист из своего дневника».

## Евровидение

### Национальный отбор
В 1958 году Ракель Растенни приняла участие в фестивале «Dansk Melodi Grand Prix 1958» — национальном отборе Дании на третий конкурс песни «Евровидение». Она выбрала две песни для участия в отборочном туре — «Refræn» и «Jeg rev et blad ud af min dagbog».
Финал отбора состоялся 16 февраля 1958 года. Неизвестно, какие места заняли участники, но победителем отборочного тура была объявлена песня Растенни «Jeg rev et blad ud af min dagbog», за что она получила право представить Данию на «Евровидении» с этой композицией.

### Конкурс
Песня была исполнена шестой на конкурсе — после выступления представительницы Швеции Алис Бабс с песней «Lilla stjärna» и перед выступлением представителя Бельгии Фуда Леклерка с песней «Ma petite chatte», оркестром дирижировал Кай Мортенсен. По итогам голосования конкурсная композиция заняла восьмое место, набрав 3 балла.